# Tillamook (langue)
Le tillamook est une langue salish parlée par les Tillamooks dans l’Oregon aux États-Unis.

## Écriture
Un alphabet latin tillamook a été développé et est notamment utilisé dans le Tillamook Talking Dictionary. Le point médian ‹ · ›, ou parfois le caractère de la puce ‹ • › est utilisé après une lettre de voyelle pour indiquer une voyelle longue. Le w en exposant ‹ ʷ › est utilisé pour indique la labialisation de consonne. La virgule suscrite, la virgule suscrite à droite, ou l’apostrophe sont utilisées avec les consonnes glottalisées.
| a | b  | c | c̓ | č | č̓ | d | e | ə | g  | gʷ | h  | i  | k | kʷ |
| k̓ | k̓ʷ | l | l̓ | ɬ | ƛ̓ | m | n | n̓ | o  | p  | q  | qʷ | q̓ | q̓ʷ |
| r | s  | š | t | t̓ | u | w | w̓ | x | xʷ | x̣  | x̣ʷ | y  | y̓ | ʔ  |